# Offenbacher Fußball-Club Kickers 1901 2005-2006
Questa voce raccoglie le informazioni riguardanti l'Offenbacher Fußball-Club Kickers 1901 nelle competizioni ufficiali della stagione 2005-2006.

## Stagione
Nella stagione 2005-2006 il Kickers Offenbach, allenato da Hans-Jürgen Boysen e Wolfgang Frank, concluse il campionato di 2. Bundesliga all'11º posto. In Coppa di Germania il Kickers Offenbach fu eliminato ai quarti di finale dall'Arminia Bielefeld.

## Rosa
| N. |                                 | Ruolo | Calciatore       |
| -- | ------------------------------- | ----- | ---------------- |
| 1  | Brasile (bandiera)              | P     | César Thier      |
| 2  | Germania (bandiera)             | D     | Lars Weißenfeldt |
| 3  | Germania (bandiera)             | D     | Markus Happe     |
| 4  | Germania (bandiera)             | D     | Bastian Pinske   |
| 5  | Germania (bandiera)             | C     | Christian Müller |
| 5  | Germania (bandiera)             | D     | Stefan Dolzer    |
| 6  | Germania (bandiera)             | D     | Daniel Schumann  |
| 7  | Francia (bandiera)              | A     | Régis Dorn       |
| 8  | Germania (bandiera)             | C     | Stephan Sieger   |
| 9  | Turchia (bandiera)              | A     | Suat Türker      |
| 10 | Ungheria (bandiera)             | C     | Laszlo Kanyuk    |
| 11 | Germania (bandiera)             | C     | Thorsten Judt    |
| 13 | Bosnia ed Erzegovina (bandiera) | P     | Sead Ramović     |
| 14 | Germania (bandiera)             | C     | Thomas Wörle     |

| N. |                               | Ruolo | Calciatore           |
| -- | ----------------------------- | ----- | -------------------- |
| 15 | Germania (bandiera)           | C     | Alf Mintzel          |
| 16 | Germania (bandiera)           | A     | Daniele Fiorentino   |
| 17 | Germania (bandiera)           | P     | Daniel Endres        |
| 18 | Danimarca (bandiera)          | C     | Ole Budtz            |
| 19 | Germania (bandiera)           | D     | Rüdiger Rehm         |
| 20 | Macedonia del Nord (bandiera) | A     | Saša Ćirić           |
| 21 | Turchia (bandiera)            | C     | Ramazan Yildirim     |
| 22 | Germania (bandiera)           | C     | Christian Pospischil |
| 23 | Croazia (bandiera)            | P     | Toni Tapalović       |
| 24 | Slovenia (bandiera)           | D     | Matej Miljatovič     |
| 25 | Brasile (bandiera)            | A     | Wandeir              |
| 26 | Marocco (bandiera)            | C     | Oualid Mokhtari      |
| 27 | Senegal (bandiera)            | A     | Momo Diabang         |
| 28 | Germania (bandiera)           | D     | Heiner Backhaus      |

## Organigramma societario
Area tecnica
- Allenatore: Wolfgang Frank
- Allenatore in seconda: Manfred Binz
- Preparatore dei portieri: René Keffel
- Preparatori atletici:

## Calciomercato

### Sessione estiva
| Acquisti | Acquisti         | Acquisti            | Acquisti |
| R.       | Nome             | da                  | Modalità |
| -------- | ---------------- | ------------------- | -------- |
| C        | Zlatko Blaskic   | Sonnenhof G.        |          |
| A        | Régis Dorn       | Friburgo            |          |
| P        | Sead Ramović     | Borussia M'gladbach |          |
| D        | Rüdiger Rehm     | Erzgebirge Aue      |          |
| D        | Daniel Schumann  | Friburgo            |          |
| A        | Wandeir          | Vardar              |          |
| C        | Thomas Wörle     | Monaco 1860         |          |
| C        | Ramazan Yildirim | Rot-Weiss Essen     |          |

| Cessioni | Cessioni           | Cessioni             | Cessioni |
| R.       | Nome               | da                   | Modalità |
| -------- | ------------------ | -------------------- | -------- |
| C        | Bruno Akrapović    | Arminia Hannover     |          |
| D        | Michael Bodnar     | Eschborn             |          |
| A        | Veselin Gerov      | Sandhausen           |          |
| A        | Sascha Gies        | Karlsruhe II         |          |
| C        | Adrian Mahr        | Darmstadt            |          |
| D        | Steffen Menze      | Kickers Offenbach II |          |
| D        | Andy Rakic         | TGM SV Jügesheim     |          |
| P        | Ioanis Takidis     | Eolikos              |          |
| D        | Henning Zimmermann | FSV Francoforte      |          |

### Sessione invernale
| Acquisti | Acquisti         | Acquisti          | Acquisti |
| R.       | Nome             | da                | Modalità |
| -------- | ---------------- | ----------------- | -------- |
| D        | Heiner Backhaus  | Arminia Bielefeld |          |
| A        | Momo Diabang     | Bochum            |          |
| D        | Matej Miljatovič | Drava Ptuj        |          |

| Cessioni | Cessioni       | Cessioni     | Cessioni |
| R.       | Nome           | da           | Modalità |
| -------- | -------------- | ------------ | -------- |
| C        | Zlatko Blaskic | Sonnenhof G. |          |

## Risultati

### 2. Bundesliga

#### Girone di andata
| Arbitro: | Weiner |

|              |           |                           |
| Di Salvo 26’ | Marcatori | 60’ Weißenfeldt 87’ Wörle |

| Arbitro: | Kempter |

|                       |           |           |
| Türker 31’ Sieger 76’ | Marcatori | 81’ Erceg |

| Arbitro: | Grudzinski |

|                                                |           |          |
| Fröhlich 2’ Langen 31’ Vorbeck 50’ Kennedy 82’ | Marcatori | 71’ Dorn |

| Arbitro: | Kuhl |

|                     |           |            |
| Dorn 76’ Türker 82’ | Marcatori | 87’ Hermel |

| Arbitro: | Meyer |

|                   |           |                                                                   |
| Dorn 55’ Judt 86’ | Marcatori | 17’ Milchraum 21’ Hoffmann 43’ Vučićević 69’ Kolomazník 90’ Cerny |

| Arbitro: | Stark |

|                               |           |  |
| Schumann 68’ (aut.) Fuchs 90’ | Marcatori |  |

| Offenbach am Main 23 settembre 2005, ore 19:00 CEST 7ª giornata | Kickers Offenbach | 0 – 0 referto | Bochum | Stadion am Bieberer Berg (11 423 spett.)\| Arbitro: \| Walz \| |
| Arbitro:                                                        | Walz              |               |        |                                                                |

| Arbitro: | Schößling |

|                                              |           |          |
| Ndjeng 41’ Brouwers 55’ Dogan 59’ Müller 82’ | Marcatori | 19’ Dorn |

| Arbitro: | Fandel |

|            |           |           |
| Kanyuk 81’ | Marcatori | 23’ Reina |

| Arbitro: | Frank |

|  |           |            |
|  | Marcatori | 61’ Türker |

| Arbitro: | Sahler |

|                   |           |                                         |
| Türker 55’ (rig.) | Marcatori | 11’ Krejčí 30’ (aut.) Budtz 44’ Bogavac |

| Arbitro: | Sippel |

|              |           |  |
| Emmerich 19’ | Marcatori |  |

| Arbitro: | Seemann |

|              |           |                                          |
| Mokhtari 73’ | Marcatori | 27’ Masmanidis 45’ Kapllani 55’ Eggimann |

| Arbitro: | Pickel |

|                       |           |  |
| N'Diaye 28’ Adzic 90’ | Marcatori |  |

| Arbitro: | Dingert |

|                 |           |                           |
| Türker 20’, 32’ | Marcatori | 35’ Benčík 68’, 86’ Hadji |

| Arbitro: | Schriever |

|                 |           |              |
| Rost 77’ (rig.) | Marcatori | 8’, 47’ Dorn |

| Arbitro: | Schalk |

|  |           |                            |
|  | Marcatori | 19’, 61’ Bamba 81’ Thioune |

#### Girone di ritorno
| Arbitro: | Merk |

|          |           |                                              |
| Dorn 25’ | Marcatori | 7’ Kern 62’ von Walsleben-Schied 64’ Gledson |

| Arbitro: | Anklam |

|                          |           |  |
| Andreasen 13’ Eigler 33’ | Marcatori |  |

| Arbitro: | Schempershauwe |

|                            |           |  |
| Aogo 55’ (rig.) Hansen 90’ | Marcatori |  |

| Arbitro: | Sahler |

|              |           |             |
| Gebhardt 58’ | Marcatori | 50’ Diabang |

| Arbitro: | Pickel |

|                             |           |  |
| Diabang 39’ (rig.) Dorn 89’ | Marcatori |  |

| Arbitro: | Gagelmann |

|  |           |          |
|  | Marcatori | 46’ Dorn |

| Arbitro: | Schriever |

|             |           |            |
| Diabang 50’ | Marcatori | 64’ Müller |

| Arbitro: | Henschel |

|          |           |             |
| Cafú 43’ | Marcatori | 55’ Diabang |

| Arbitro: | Anklam |

|                        |           |                           |
| Diabang 54’ Sieger 56’ | Marcatori | 47’, 67’, 73’, 90’ Ebbers |

| Offenbach am Main 29 marzo 2006, ore 18:00 CEST 20ª giornata | Kickers Offenbach | 0 – 0 referto | Dinamo Dresda | Stadion am Bieberer Berg (10 509 spett.)\| Arbitro: \| Brombacher \| |
| Arbitro:                                                     | Brombacher        |               |               |                                                                      |

| Arbitro: | Schempershauwe |

|  |           |                       |
|  | Marcatori | 4’ Türker 33’ Diabang |

| Arbitro: | Kempter |

|                        |           |           |
| Diabang 57’ Türker 75’ | Marcatori | 88’ Kurth |

| Arbitro: | Winkmann |

|            |           |            |
| Dundee 81’ | Marcatori | 9’ Diabang |

| Arbitro: | Kinhöfer |

|                                            |           |              |
| Türker 36’ (rig.) Dorn 45’, 61’ Sieger 52’ | Marcatori | 4’ Omodiagbe |

| Arbitro: | Gagelmann |

|  |           |                                        |
|  | Marcatori | 31’, 68’ Türker 41’ Mokhtari 75’ Wörle |

| Arbitro: | Fleischer |

|               |           |  |
| Dorn 41’, 64’ | Marcatori |  |

| Arbitro: | Schalk |

|                 |           |  |
| Patschinski 57’ | Marcatori |  |

### Coppa di Germania
| Arbitro: | Meyer |

|                                                |           |             |
| Mokhtari 65’ Türker 72’ (rig.) Rahn 86’ (aut.) | Marcatori | 29’ Feulner |

| Arbitro: | Drees |

|                      |           |                |
| Türker 27’ Wörle 29’ | Marcatori | 70’ Masmanidis |

| Arbitro: | Gräfe |

|                                            |                      |                                       |
| von Walsleben-Schied 90’                   | Marcatori            | 23’ Türker                            |
| Hansen Bülow Madsen Rydlewicz Shapourzadeh | Tiri di rigore 3 – 4 | Judt Mokhtari Wandeir Sieger Yildirim |

| Arbitro: | Sippel |

|            |                      |                 |
| Boakye 28’ | Marcatori            | 27’ (rig.) Judt |
|            | Tiri di rigore 4 – 2 |                 |

## Statistiche

### Statistiche di squadra
| Competizione      | Punti | In casa | In casa | In casa | In casa | In casa | In casa | In trasferta | In trasferta | In trasferta | In trasferta | In trasferta | In trasferta | Totale | Totale | Totale | Totale | Totale | Totale | DR  |
| Competizione      | Punti | G       | V       | N       | P       | Gf      | Gs      | G            | V            | N            | P            | Gf           | Gs           | G      | V      | N      | P      | Gf     | Gs     | DR  |
| ----------------- | ----- | ------- | ------- | ------- | ------- | ------- | ------- | ------------ | ------------ | ------------ | ------------ | ------------ | ------------ | ------ | ------ | ------ | ------ | ------ | ------ | --- |
| 2. Bundesliga     | 43    | 17      | 6       | 4       | 7       | 25      | 30      | 17           | 6            | 3            | 8            | 17           | 23           | 34     | 12     | 7      | 15     | 42     | 53     | -11 |
| Coppa di Germania | -     | 2       | 2       | 0       | 0       | 5       | 2       | 2            | 0            | 2            | 0            | 2            | 2            | 4      | 2      | 2      | 0      | 7      | 4      | +3  |
| Totale            | 43    | 19      | 8       | 4       | 7       | 30      | 32      | 19           | 6            | 5            | 8            | 19           | 25           | 38     | 14     | 9      | 15     | 49     | 57     | -8  |

### Andamento in campionato
| Giornata  | 1 | 2 | 3 | 4 | 5 | 6  | 7  | 8  | 9  | 10 | 11 | 12 | 13 | 14 | 15 | 16 | 17 | 18 | 19 | 20 | 21 | 22 | 23 | 24 | 25 | 26 | 27 | 28 | 29 | 30 | 31 | 32 | 33 | 34 |
| --------- | - | - | - | - | - | -- | -- | -- | -- | -- | -- | -- | -- | -- | -- | -- | -- | -- | -- | -- | -- | -- | -- | -- | -- | -- | -- | -- | -- | -- | -- | -- | -- | -- |
| Luogo     | T | C | T | C | C | T  | C  | T  | C  | T  | C  | T  | C  | T  | C  | T  | C  | C  | T  | T  | T  | C  | T  | C  | T  | C  | C  | T  | C  | T  | C  | T  | C  | T  |
| Risultato | V | V | P | V | P | P  | N  | P  | N  | V  | P  | P  | P  | P  | P  | V  | P  | P  | P  | P  | N  | V  | V  | N  | N  | P  | N  | V  | V  | N  | V  | V  | V  | P  |
| Posizione | 5 | 2 | 8 | 5 | 9 | 11 | 12 | 13 | 13 | 10 | 13 | 14 | 15 | 15 | 15 | 15 | 15 | 15 | 15 | 16 | 17 | 18 | 14 | 14 | 15 | 15 | 17 | 15 | 14 | 15 | 14 | 12 | 12 | 11 |

Legenda:

Luogo: C = Casa; T = Trasferta. Risultato: V = Vittoria; N = Pareggio; P = Sconfitta.

### Statistiche dei giocatori
| Giocatore      | 2. Bundesliga | 2. Bundesliga | 2. Bundesliga | 2. Bundesliga | Coppa di Germania | Coppa di Germania | Coppa di Germania | Coppa di Germania | Totale   | Totale | Totale      | Totale     |
| Giocatore      | Presenze      | Reti          | Ammonizioni   | Espulsioni    | Presenze          | Reti              | Ammonizioni       | Espulsioni        | Presenze | Reti   | Ammonizioni | Espulsioni |
| -------------- | ------------- | ------------- | ------------- | ------------- | ----------------- | ----------------- | ----------------- | ----------------- | -------- | ------ | ----------- | ---------- |
| H. Backhaus    | 9             | 0             | 0             | 0             | 0                 | 0                 | 0                 | 0                 | 9        | 0      | 0           | 0          |
| Z. Blaskic     | 0             | 0             | 0             | 0             | 1                 | 0                 | 0                 | 1                 | 1        | 0      | 0           | 1          |
| O. Budtz       | 10            | 0             | 1             | 0             | 2                 | 0                 | 2                 | 0                 | 12       | 0      | 3           | 0          |
| M. Diabang     | 13            | 8             | 1             | 1             | 1                 | 0                 | 0                 | 0                 | 14       | 8      | 1           | 1          |
| S. Dolzer      | 0             | 0             | 0             | 0             | 0                 | 0                 | 0                 | 0                 | 0        | 0      | 0           | 0          |
| R. Dorn        | 32            | 13            | 4             | 0             | 3                 | 0                 | 0                 | 0                 | 35       | 13     | 4           | 0          |
| D. Endres      | 0             | 0             | 0             | 0             | 0                 | 0                 | 0                 | 0                 | 0        | 0      | 0           | 0          |
| D. Fiorentino  | 7             | 0             | 0             | 0             | 0                 | 0                 | 0                 | 0                 | 7        | 0      | 0           | 0          |
| M. Happe       | 26            | 0             | 3             | 0             | 2                 | 0                 | 0                 | 0                 | 28       | 0      | 3           | 0          |
| T. Judt        | 29            | 1             | 7             | 0             | 4                 | 1                 | 2                 | 0                 | 33       | 2      | 9           | 0          |
| L. Kanyuk      | 20            | 1             | 2             | 0             | 4                 | 0                 | 0                 | 0                 | 24       | 1      | 2           | 0          |
| M. Miljatovič  | 11            | 0             | 1             | 1             | 1                 | 0                 | 0                 | 0                 | 12       | 0      | 1           | 1          |
| A. Mintzel     | 15            | 0             | 3             | 0             | 2                 | 0                 | 0                 | 0                 | 17       | 0      | 3           | 0          |
| O. Mokhtari    | 26            | 2             | 4             | 0             | 4                 | 1                 | 0                 | 0                 | 30       | 3      | 4           | 0          |
| C. Müller      | 12            | 0             | 2             | 0             | 2                 | 0                 | 0                 | 0                 | 14       | 0      | 2           | 0          |
| B. Pinske      | 21            | 0             | 3             | 0             | 0                 | 0                 | 0                 | 0                 | 21       | 0      | 3           | 0          |
| C. Pospischil  | 13            | 0             | 0             | 1             | 1                 | 0                 | 0                 | 0                 | 14       | 0      | 0           | 1          |
| S. Ramović     | 21            | 0             | 1             | 0             | 4                 | 0                 | 1                 | 1                 | 25       | 0      | 2           | 1          |
| R. Rehm        | 21            | 0             | 4             | 0             | 3                 | 0                 | 0                 | 0                 | 24       | 0      | 4           | 0          |
| D. Schumann    | 29            | 0             | 7             | 1             | 3                 | 0                 | 0                 | 1                 | 32       | 0      | 7           | 2          |
| S. Sieger      | 33            | 3             | 6             | 0             | 4                 | 0                 | 0                 | 0                 | 37       | 3      | 6           | 0          |
| T. Tapalović   | 0             | 0             | 0             | 0             | 0                 | 0                 | 0                 | 0                 | 0        | 0      | 0           | 0          |
| C. Thier       | 13            | 0             | 2             | 0             | 0                 | 0                 | 0                 | 0                 | 13       | 0      | 2           | 0          |
| S. Türker      | 27            | 11            | 4             | 1             | 3                 | 3                 | 0                 | 0                 | 30       | 14     | 4           | 1          |
| W. Wandeir     | 15            | 0             | 0             | 0             | 2                 | 0                 | 0                 | 0                 | 17       | 0      | 0           | 0          |
| L. Weißenfeldt | 12            | 1             | 2             | 0             | 1                 | 0                 | 0                 | 0                 | 13       | 1      | 2           | 0          |
| T. Wörle       | 31            | 2             | 6             | 0             | 4                 | 1                 | 0                 | 0                 | 35       | 3      | 6           | 0          |
| R. Yildirim    | 28            | 0             | 2             | 1             | 4                 | 0                 | 2                 | 0                 | 32       | 0      | 4           | 1          |
| S. Ćirić       | 0             | 0             | 0             | 0             | 0                 | 0                 | 0                 | 0                 | 0        | 0      | 0           | 0          |